# Albert Grzesinski
Albert Karl Grzesinski född som Albert Lehmann 28 juli 1879 i Treptow an der Tollense i kungadömet Preussen, död 12 januari 1948 i Queens i New York i USA var en tysk socialdemokratisk politiker, polischef och inrikesminister i Fristaten Preussen under åren 1926 till 1930. 

## Biografi

### Bakgrund
Grzesinski var son till en kvinna vid namn Bertha (1856–1926), dotter till Karl Ehlert och Maria Reinke, och växte upp hos sina morföräldrar. Hans efternamn var fram till och med år 1892 Lehmann då han bytte sitt efternamn till efter sin styvfar.

### Politik och karriär
Han blev medlem i det tyska socialdemokratiska partiet SPD år 1897. År 1919 blev han stats-undersekreterare i det preussiska krigsministeriet. 1920 tackade han nej till erbjudandet att bli tysk försvarsminister, men mellan åren 1922 och 1924 var han chef för den preussiska hemliga polisen, och från 1925 till 1926 polischef för Berlin. 
Hans tid som tysk inrikesminister präglades av hans insatser för att främja demokrati och motverka det politiska våld som drabbade Tyskland under slutet av 1920-talet, särskilt de sammanstötningar som uppstod mellan kommunister och socialdemokrater. År 1929 initierade han tillsammans med polisen i Berlin ett förbud mot Rotfrontkämpferbund i Preussen.
Han avgick av personliga skäl som inrikesminister 28 februari 1930, och var på nytt mellan 1930 och 1932 polischef i Berlin. 
1931 försökte han i egenskap av Berlins polischef att sätta munkorg på Adolf Hitler, och beordrade att han skulle deporteras som oönskad utlänning, men kansler Heinrich Brüning ville inte skriva under ordern. Han avlägsnades från sin ställning som polischef efter Preußenschlag 1932 och ersattes av den tidigare polisdirektören i Essen, Kurt Melcher. Enligt Christopher Clark kallade han Hitler för utlänningen, och att han fann det bedrövligt att Hitler fick förhandla med regeringen istället för att bli bortjagad med en hundpiska.

### Landsflykt
Då nationalsocialisterna kom till makten stod Grzesinskis namn på deras första lista över tyskar som omedelbart skulle fråntas sitt medborgarskap. Han gjordes statslös, och lagstiftning som infördes efter 1933 gjorde också att han fråntogs all sin egendom i Tyskland. 
Han flydde till Schweiz 1933, och emigrerade därefter till Frankrike och till slut år 1937 till USA. I exil var han aktiv i antinazistiska organisationer. Han dog 1948 i Queens i New York.  

## Skrifter
- Albert Grzesinski: Im Kampf um die deutsche Republik. Erinnerungen eines deutschen Sozialdemokraten (= Schriftenreihe der Stiftung Reichspräsident-Friedrich-Ebert-Gedenkstätte. Bind 9). Herausgegeben von Eberhard Kolb. Oldenbourg, München 2001, ISBN 3-486-56591-5.